# Dar Chaâbane El Fehri
Dar Chaâbane El Fehri o Dar Châabane El Fehri o Dar Chaabane El Fehri (àrab: دار شعبان الفهري, Dār Xaʿbān al-Fihrī) és una delegació tunisiana de la governació de Nabeul, amb capçalera a la ciutat de Dar Chaâbane. El 2004 comptava amb 39.477 habitants, dels quals 20.034 eren homes i 19.443, dones.

## Administració
Forma la delegació o mutamadiyya homònima, amb codi geogràfic 15 52 (ISO 3166-2:TN-12), dividida en quatre sectors o imades:
- Dar Châabane (15 52 51)
- El Fehri (15 52 52)
- El Frinine (15 52 53)
- Amroun (15 52 54)